# Болезнь Рота — Бернгардта
Боле́знь Ро́та — Бе́рнгардта (парестети́ческая мералги́я, синдро́м Ро́та) — поражение наружного кожного нерва бедра. Проявляется болями и нарушением чувствительности на передне-боковой поверхности бедра.
Впервые нейропатия наружного кожного нерва бедра была описана российским неврологом В. К. Ротом и немецким врачом M. Бернгардтом в 1895 году.

## Этиология
Болезнь Рота развивается вследствие компрессии либо в туннеле под паховой связкой, либо на уровне передней верхней ости подвздошной кости.
Причинами компрессии могут быть:
- ношение корсетов, тугого пояса, тесного нижнего белья;
- ожирение;
- беременность;
- искривление позвоночника;
- переломы костей таза и травмы тазобедренных суставов;
- заболевания и травмы позвоночника: остеохондроз, радикулит, перелом поясничного отдела позвоночника;
- забрюшинные гематомы;
- опухоли.

Также причинами болезни Рота могут быть другие заболевания: алкогольная полинейропатия, сахарный диабет, системный васкулит, ревматические болезни, инфекционные заболевания, отравления тяжёлыми металлами, а также при дебюте рака шейки матки.

## Клиническая картина
Заболевание манифестирует с онемения некоторых участков кожи на передней-боковой поверхности бедра, появления жгучих болей. Некоторые пациенты жалуются на ощущение "ползания мурашек" или покалывания, на потерю температурной чувствительности. Иногда пациентов беспокоит не боль, а сильный зуд в поражённой области.

## Диагностика
Основным методом диагностики является осмотр невролога. Для подтверждения диагноза применяется электронейромиография.
Для исключения других заболеваний, которые могли привести к развитию болезни Рота, необходимо проведение рентгенографии костей таза и тазобедренных суставов, ультразвуковой диагностики органов брюшной полости. Кроме того, возможно проведение КТ и МРТ для исключения наличия опухолей.

## Лечение
Лечение зависит от причины возникновения болезни Рота. В первую очередь, если это возможно, необходимо устранить причину компрессии нерва. Необходимо исключить ношение слишком узкой одежды, корсетов, при наличии ожирения — снизить вес. При сильных болях возможно применение нестероидных противовоспалительных препаратов. При наличии основного заболевания, приведшего к болезни Рота — его лечение.
Возможно применение массажа, мануальной терапии, физиотерапии (дарсонвализация, сероводородные, грязевые, радоновые ванны), лечебной физкультуры, рефлексотерапии.